# Жумагалиев, Сартай Жумагалиевич
Сартай Жумагалиевич Жумагалиев (23 августа 1937, Жанааул — 22 мая 2018, там же) — комбайнёр совхоза «Булакский» Кокчетавского района Кокчетавской области, Казахская ССР. Герой Социалистического Труда (1982).

## Биография
Родился в 1937 году в селе Жанааул.
После окончания курсов механизации работал комбайнёром в совхозе «Булакский» Кокчетавского района. В 1980 году был назначен звеньевым безнарядного уборочного звена.
Звено под управлением Сартая Журнагалиева в своей работе применяло комбитрейлерный способ отвоза зерна. Благодаря применённому методу работы производительность труда увеличилась в 1,5 раза. В 1982 году удостоен звания Героя Социалистического Труда «за достижение высоких результатов и трудовой героизм, проявленный в выполнении планов и социалистических обязательств по увеличению производства и продажи государству зерна и других сельскохозяйственных продуктов в 1981 году».

## Награды
- Герой Социалистического Труда — указом Президиума Верховного Совета СССР от 22 февраля 1982 года
- Орден Ленина — дважды